# Blanzy
Blanzy é uma comuna francesa na região administrativa de Borgonha-Franco-Condado, no departamento Saône-et-Loire. Estende-se por uma área de 40,01 km². Em 2010 a comuna tinha 6 237 habitantes (densidade: 155,9 hab./km²).